# المسيفرة
المسيفرة هي بلدة سورية ومركز ناحية إدارية تقع جنوب محافظة درعا،
 تبعد عن العاصمة دمشق مسافة 120 كم. تعد المسيفرة تاريخياً مركزاً تجارياً هاماً وممراً على طريق الحرير الذي كان يمتد إلى الصين. تحدها من الشمال بلدة الكرك الشرقي ومن الجنوب قرية الجيزة ومن الغرب الغارية الشرقية وكحيل وصيدا ومن الشرق جبيب التابع لمحافظة السويداء، كما يجاورها عددٌ من القرى الأخرى مثل السهوة وأم ولد.

## السكان
يبلغ تعداد سكان ناحية المسيفرة 32,000 نسمة. غالبية سكانها من العرب مع أقلية كردية. تعرَّضت المدينة أثناء الاحتلال الفرنسي إلى حالة تسمم جماعية مصدرها مخبز المدينة، حيث توفي مايزيد عن 7,000 شخص، لم يعرف من المدبر لهذه الحادثة ولكن معظم أهالي القرية يتهمون الاحتلال بالتسبُّب بها بعد معركة المسيفرة كانتقام جماعي.

## الدين

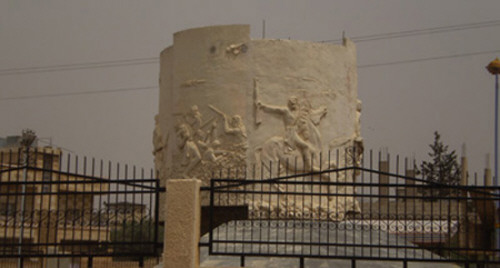
أحد مباني المدينة.

ديانة أهل القرية الإسلام المذهب الشافعي ويوجد بالقرية الكثير من المساجد
أشهرها مسجد أبو بكر الصديق ويعود ذلك لتاريخ بناءه سنة 15 للهجرة.

## الزراعة
تشتهر بالزراعة وخصوصا القمح والحبوب والأشجار المثمرة كالزيتون وأكثر محاصيلها هو الزيتون حيث تنتشر على مسافات واسعة سهول الزيتون بالقرية ويوجد بها العديد من المعاصر الحديثة للزيتون إضافة لوجود معصرة على النظام القديم.
تعد الزراعة الممول الثاني لاهالي المسيفرة حيث يعتمد أهالي القرية بدرجة أولى على تحويلات المغتربين حيث أن نسبة كبيرة من أهالي الناحية يعملون بدول الخليج.

## المسيفرة في التاريخ
تعد مدينة المسيفرة، من المدن الأثرية الرومانية في سورية، وقد تعاقبت عليها العديد من الحضارات تاركين فيها أهم المنشآت الأثرية، وتشهد بذلك الابنية الرومانية الكثيرة المنتشرة بالقرية أهمها الحمام الروماني الذي يتوسط القرية.

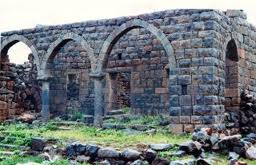

## معركة المسيفرة ضد الاحتلال الفرنسي
بعد الانتصار الساحق للثوار في معركة المزرعة حاول الفرنسيون ان يلملموا اشلاءهم من جديد، ورغم تكتمهم على الهزيمة التي لم ينسوها حتى الآن حاولوا إجراء مفاوضات مع الثوار للاستفادة من الوقت ولتعزيز قدراتهم القتالية واستقدام القوات والمعدات، وكان لهم ذلك في 11/9/1925 عندما وصل إلى مرفا بيروت سبعة عشر الف جندي بقيادة الجنرال غاملان أحد ابرز الضباط الفرنسيين في الجيش آنذاك وكانت مهمته الاعداد لحملة ضخمة للقضاء على الثورة وتحرير الحامية العسكرية الفرنسية المحاصرة في قلعة السويداء.
وتم اختيار قرية المسيفرة في حوران مركزا لتجمع القوات باعتبارها قريبة من جبل العرب وكلف الكولونيل اندريا بذلك فتمركز 1500 عسكري هناك وحفروا الخنادق واحاطوها بالاسلاك الشائكة ودعموا الحملة بالآليات المدرعة ومدفعية الميدان الثقيلة ومرابض رشاشات إضافة إلى عدد من الطائرات.. على الجانب الآخر كانت قيادة الثورة تواصل اجتماعاتها واستعدادها لمواصلة القتال بقيادة سلطان باشا الاطرش ومعه عدد من القادة امثال عادل ارسلان والدكتور عبد الرحمن الشهبندر ونزيه مؤيد العظم ورئيس اركان الثورة اللواء فؤاد سليم وكانوا آنذاك في قرية سهوة البلاطة بتاريخ 16/9/1925 أي بعد وصول التعزيزات الفرنسية بخمسة أيام.
وهم هناك اطل فارس من ناحية الثعلة يحمل رسالة من قائد إحدى مجموعات الثورة المجاهد محمد الحلبي فاستلم الرسالة اللواء فؤاد سليم وبعد أن قرأها طواها ووضعها بجيبه. فتعالت اصوات الثوار لمعرفة محتوى الرسالة وبعد إلحاح طلب سلطان باشا الاطرش من قائد اركانه قراءة الرسالة على الملأ مهما كان محتواها فكان ذلك، وكان محتوى الرسالة يقول إن الثوار عازمين على مهاجمة الفرنسيين في المسيفرة قبل أن تكتمل الحشود والتحصينات.
انتقل جميع الثوار إلى قرية كناكر لتدارس الرسالة وكان رأي القائد العام ورئيس اركانه عدم المهاجمة لأن القرية تقع في منطقة سهلية مكشوفة يصعب التخفي فيها غير ان حماسة الحرب والخوف على الثوار الذين انطلقوا للحرب طغت على الرأي السديد وأصبحت المعركة على بعد ساعات ولا مفر منها. بعد منتصف الليل انطلق الثوار إلى محيط المسيفرة وكان الدليل المجاهد مصطفى أبو الحسنين من حوران... وعندما اقتربوا من خطوط العدو انطلقت رصاصة من بندقية أحد الثوار فشقت صمت الليل ونبهت الفرنسيين من غفلتهم فأطلقوا الاسهم النارية في السهل الفسيح فسقط عدد كبير من الثوار قبل أن يتمكنوا من التمركز ولكن الخيالة اقتحموا خطوط العدو الأولى وتمركزوا داخل القرية فيما تراجع الآخرون إلى محيط قرية ام ولد.
وعند الصباح قطعوا إمدادات العدو القادمة على طريق الكرك وشنت الخيالة بقيادة المجاهد علي الاطرش هجوما على الفرنسيين غير ان الطائرات الفرنسية اغارت عليهم بكثافة فتراجعوا إلى مواقعهم وفي داخل القرية استبسل الثوار البالغ عددهم 100 ثائر واستولوا على كميات كبيرة من السلاح والذخيرة وعلى اسطبلات الخيول وكان منهم حمزة درويش ومحمد عز الدين الحلبي وهايل الجباعي وآل حمزة الذين استشهدوا كلهم وعددهم خمسة الأب وأبناؤه الاربعة وهم يحملون بيرق العائلة. وتحت جنح الليل انسحبوا من القرية لتنتهي معركة المسيفرة ليل 17/9/1925 استشهد 250 ثائراً في هذه المعركة.

## اللباس
كانت نساء سوف تلبسن الثوب الطويل، الأسود اللون مطرزا بخطوط ملونة جميلة معروفة باسم «الشرشة». وكان الرجال يرتدون رداء من نوع خاص ويأتي في شكلين: أسلوب مفتوح يدعى مزنوك التي شددت على الجسم باستخدام حزام من الجلد، ونمط مغلقة يدعى دشداش. يلبسون أيضا نوع خاص من سراويل واسعة، وغطاء رأس ويأتي باللونين الأبيض والأحمر ويدعى كوفية أو حطة أو سلك، ويثبت على الرأس باستخدام عقال أسود.

## الثورة السورية

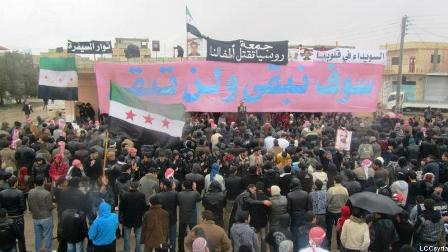
مظاهرة مناهضة للرئيس السوري بشار الأسد.

في عام 2011 ومع بداية الحرب الأهلية السورية ضد نظام بشار الأسد انخرطت قرية المسيفرة بها منذ الأيام الأولى، وبلغ عدد قتلاها بحلول تاريخ 20 مارس 2012 أكثر من 40 قتيلاً، قضوا على أيدي قوات الأمن السوري أو ما يعرفون بالشبيحة.[بحاجة لمصدر]